# Kia Picanto
El Kia Picanto es un automóvil de turismo urbano del segmento A, producido por el fabricante surcoreano Kia Motors. Tiene motor delantero transversal, tracción delantera y carrocería hatchback de cinco puertas. Algunos de sus similares son el Chevrolet Spark, el Hyundai i10, el Toyota Aygo, y el Suzuki Celerio. 
La primera generación del Picanto se lanzó en el año 2004 y sufrió un primer rediseño en 2007 y un segundo en 2009. La segunda generación fue presentada en el Salón del Automóvil de Ginebra de 2011.

## Primera generación (SA, 2004-2011)

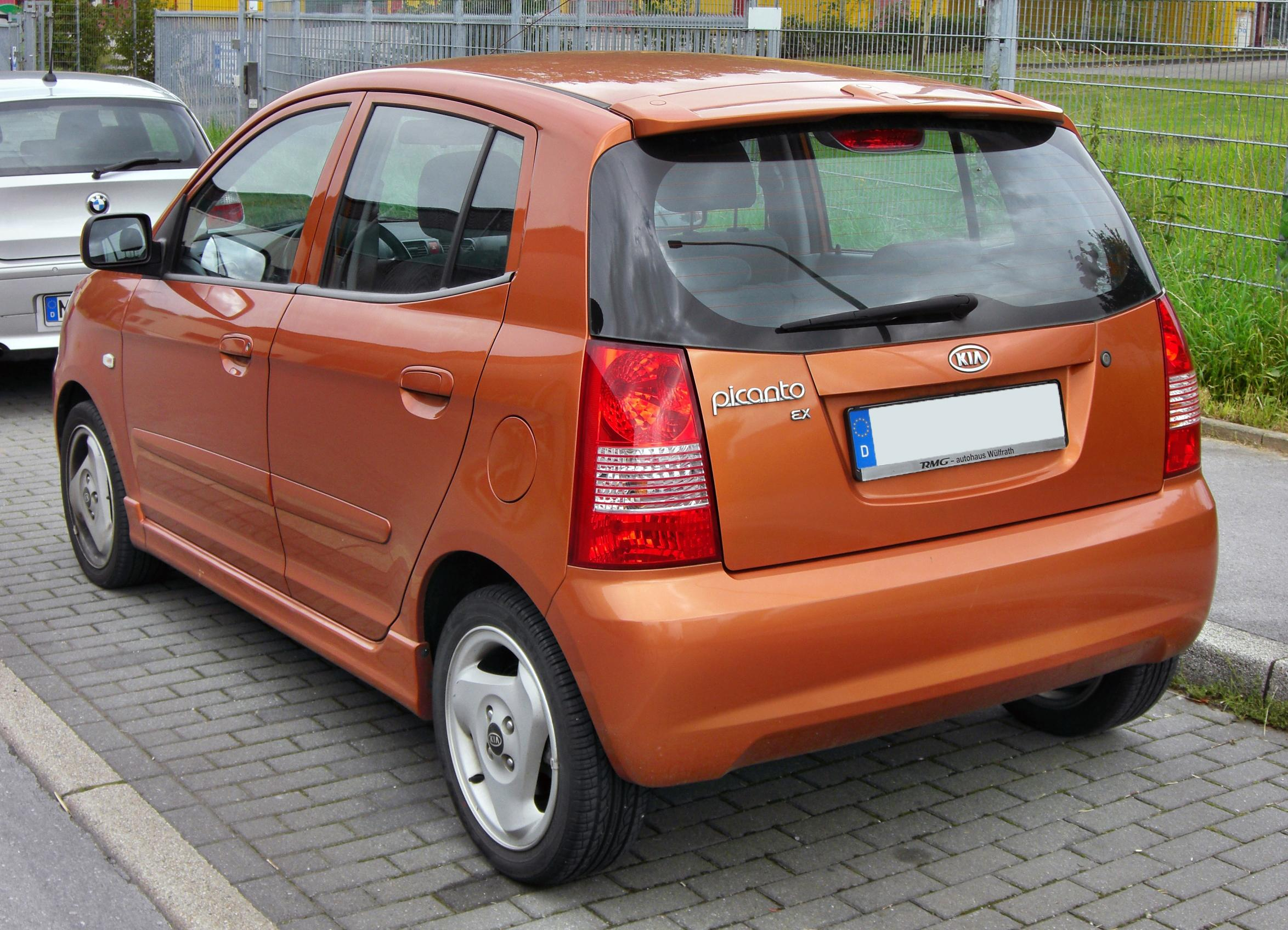
Kia Picanto primera generación, vista posterior (2004-2007).

El Picanto se basa en una plataforma acortada del Daihatsu Sirion.  Mide 3495 milímetros de largo. Está disponible con motores de gasolina de cuatro cilindros y 1.0 o 1.1 litros de cilindrada, y un motor diésel de tres cilindros, basado en la unidad de cuatro cilindros del Citroën C1 1.5 CRDi, equipado con inyección directa.

### Rediseños
El primer rediseño fue lanzado en Europa en 2007. Mantiene los motores de su predecesor siendo los cambios principalmente estéticos y de equipamiento. Destaca frente a la versión anterior la inclusión del ESP, climatizador, entrada USB.
El segundo rediseño fue lanzado en Europa en el otoño de 2009. Cambia exteriormente con una imagen más moderna. Se rediseña completamente el frontal. En el interior se sustituye el volante por uno de cuatro radios -similar al del modelo Soul-, se incluye un nuevo cuadro de instrumentos y se renueva y mejora la tapicería de los asientos.
En cuanto a los cambios técnicos, según datos de la marca con iguales prestaciones los motores de gasolina y diésel del Picanto van a mejorar un 3% el consumo y las emisiones de CO2, que en el caso del 1.1 CRDi se reducen a 109 g/km.

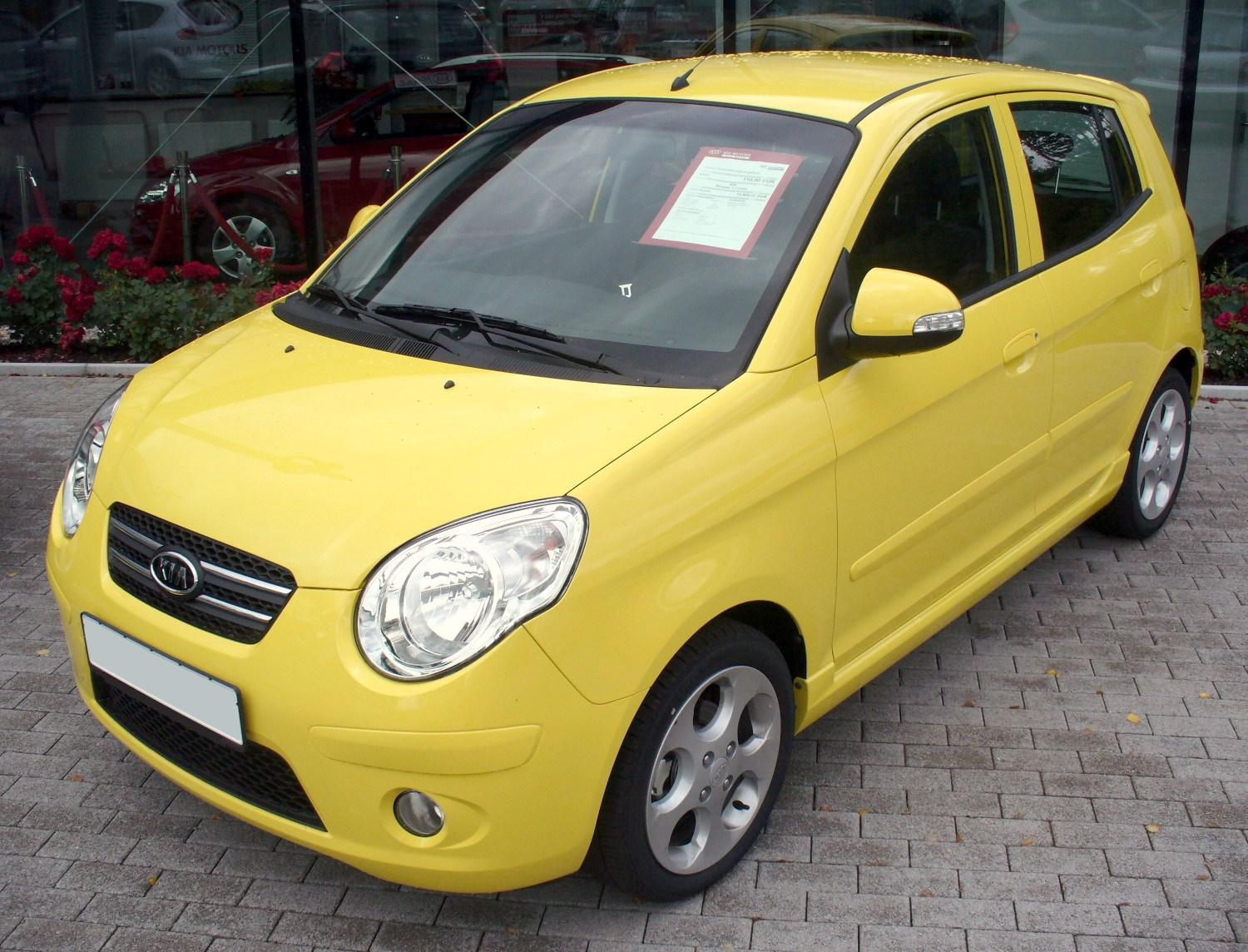
Kia Picanto rediseñado (2007-2009)
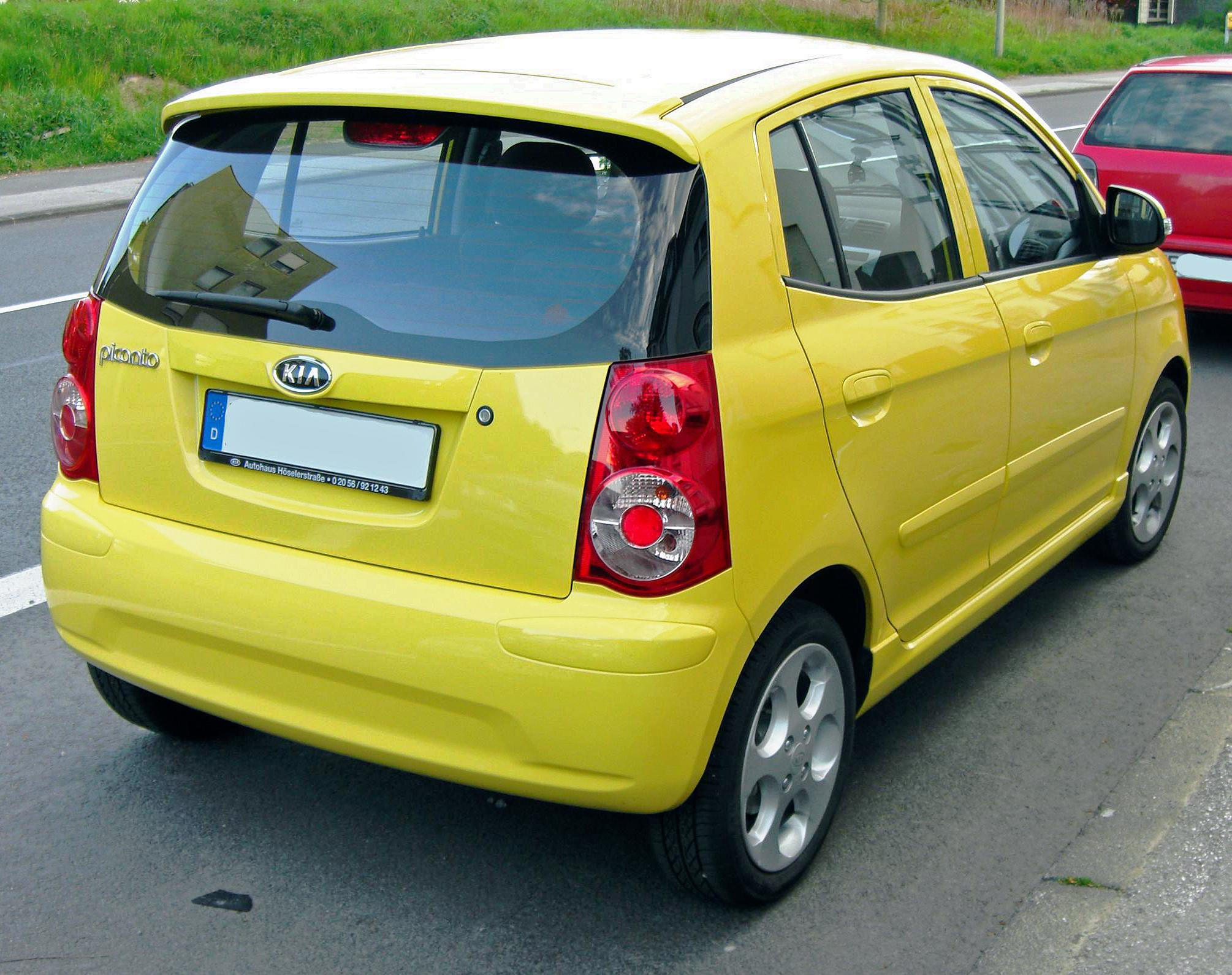
Kia Picanto rediseñado, vista posterior (2007-2009)

## Segunda generación (TA, 2011-2017)

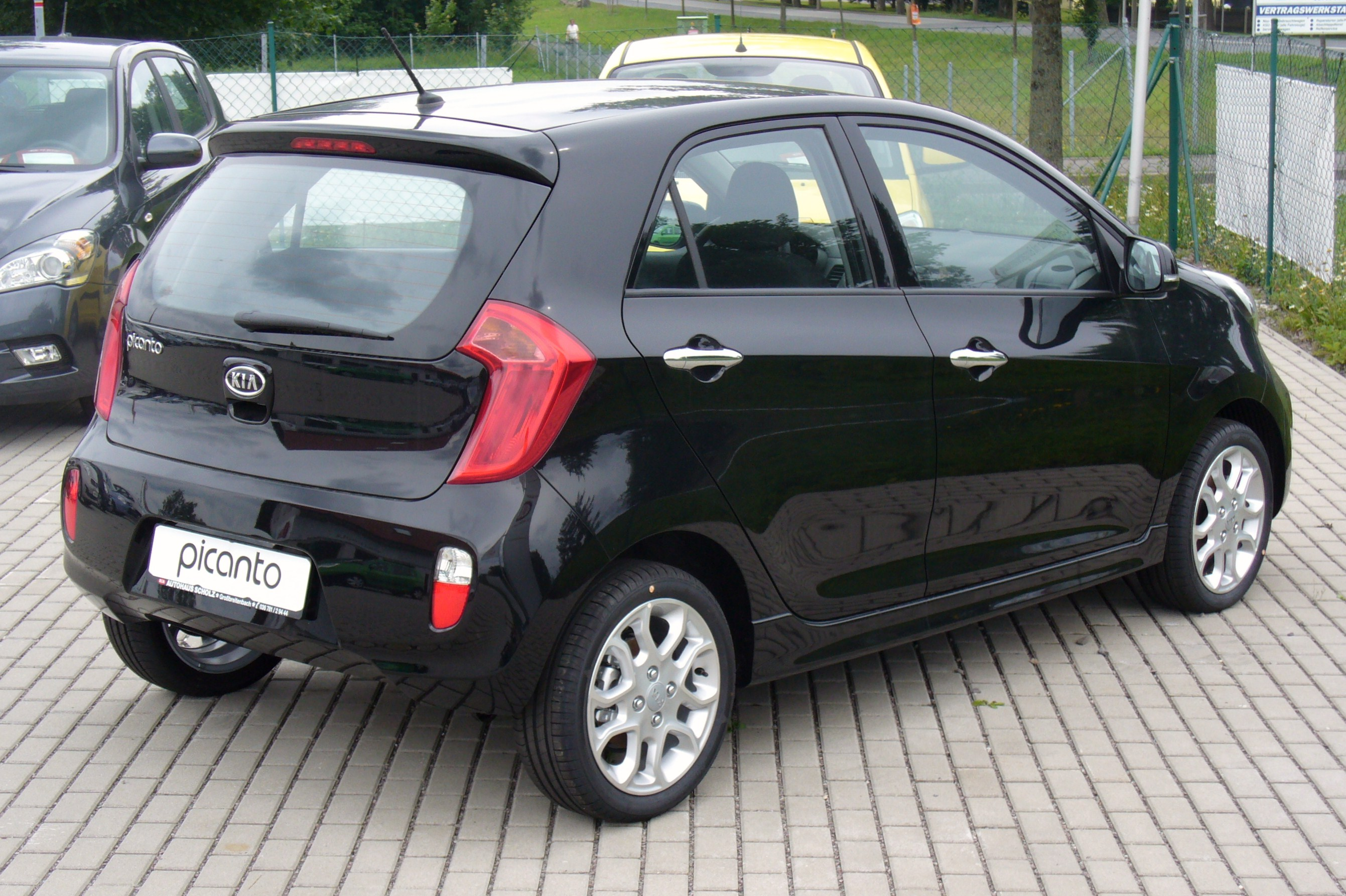
Kia Picanto de segunda generación vista posterior

La segunda generación del Picanto fue lanzada en el año 2011. Su estreno oficial fue en el Salón del Automóvil de Ginebra de 2011. Sus motores serán un gasolina de 1,0 litros y 69 CV, un 1,25 litros de 85 CV respectivamente) y un bicombustible gasolina/gas licuado de petróleo de 1,0 litros y 82 CV.

### Rediseño
Para el modelo de 2014 se le añade otra entrada de aire (similar a la del Fiat 500, al igual que una nueva parrilla y luces retocadas, las exploradoras cambiaron ahora se unen hasta llegar a la parrilla baja. En aspecto de motores posee 3 distintos, todos a gasolina y caja automática o manual de 5 velocidades, los cuales son: 1,0 litros 1,1 litros, y 1,25 litros.

## Tercera generación (JA, 2017-presente)
El Picanto estará equipado con una opción de tres motores: del modelo saliente 1,0 litros Kappa II motor de tres cilindros en las versiones normales y con turbocompresor de 67cv y 100cv, y el 1,2 litros Kappa II motor de cuatro cilindros de 84cv. Ambas 1.0 litros motores estará asociado exclusivamente con una transmisión manual de 5 velocidades, mientras que el motor de 1,2 litros se ofrecerá con una transmisión automática opcional.
El coche también contará con todos los nuevos elementos de seguridad como Torque Vectoring Brake Based (TVBB) del sistema, la línea recta de estabilidad (SLS) , de colisión frontal Sistema de Alerta (FCWS) y Autónoma de frenado de emergencia (AEB) . 

### Recepción
Matt Saunders de Autocar dio la tercera generación Picanto tres y media estrellas de cinco, al comentar que "establece un alto estándar en el refinamiento, el envasado y dinamismo fuera-de-la-ciudad, pero evitar el motor de la versión más baja".

### Seguridad

#### Latin NCAP
El Picanto de tercera generación fabricado en Corea del Sur en su versión Latinoamericana más básica recibió una calificación de 0 estrellas de Latin NCAP en 2020 (similar a Euro NCAP 2014).

#### Euro NCAP
El Picanto de tercera generación en su versión europea estándar recibió una calificación de 3 estrellas de Euro NCAP en 2017.
El Picanto de tercera generación en su versión europea con kit de seguridad recibió una calificación de 4 estrellas de Euro NCAP en 2017.